# Rupanyup
Rupanyup – miasto w Australii, w stanie Wiktoria.